# Elaphoglossum phoras
Elaphoglossum phoras är en träjonväxtart som beskrevs av John T. Mickel. Elaphoglossum phoras ingår i släktet Elaphoglossum och familjen Dryopteridaceae. Inga underarter finns listade.